# Cymatomera pallidipes
Cymatomera pallidipes är en insektsart som beskrevs av Brunner von Wattenwyl 1895. Cymatomera pallidipes ingår i släktet Cymatomera och familjen vårtbitare. Inga underarter finns listade i Catalogue of Life.